# تان سی هان
تان سی هان (انگلیسی: Tan See Han؛ زادهٔ ۱۹۱۰ - درگذشته نامشخص) بازیکن فوتبال اهل اندونزی بود.
وی همچنین در تیم ملی فوتبال هند شرقی هلند بازی کرده‌است.